# 水磨沟化石点
水磨沟化石点，位于中国青海省果洛藏族自治州玛沁县拉加镇多二村，地质年代为第四纪。为青海省重点化石遗址保护区。1988年8月26日，列入玛沁县县级文物保护单位。